# Хрещення Русі (фреска)
«Хрещення Русі» — фреска російського художника Віктора Михайловича Васнецова над входом на хори у Володимирському соборі, Київ, створена в 1895-1896. Роботі над фрескою передувала однойменна картина 1890 року, що зберігається в даний час в Державній Третьяковській галереї в Москві.
Віктор Васнецов був запрошений для розписів Свято-Володимирського собору в 1885, а згодом до нього приєдналися Михайло Васильович Нестеров, Павло Олександрович Свєдомський, Вільгельм Олександрович Котарбінський та деякі інші художники. «Хрещення Русі» стало однією з центральних композицій собору, в основу програми обробки якого «було покладено осмислення релігійної історії Русі й її включеності у світову культуру та історію через Візантію» .
Образ князя Володимира Святославовича є у трьох роботах Васнецова в соборі — у фресках «Хрещення святого князя Володимира» і «Хрещення Русі», а також в його іконописному образі.
Згідно «Повісті временних літ», в 6496 «від створення світу» (тобто приблизно в 988) київський князь Володимир Святославич ухвалив рішення хреститися від Константинопольської Церкви. Після чого, за царювання імператорів Василя II і Костянтина VIII Порфирорідних, прислане Константинопольським Патріархом Миколою II Хрисовергом духовенство хрестило київських людей в водах Дніпра й (або) Почайни.
На фресці В. М. Васнецов показав саме момент хрещення киян у водах Дніпра. На даній фресці при всій її урочистості та пафосності, відповідної значущості моменту, який визначив подальший розвиток Русі, образ Володимира Святославовича наділений яскраво вираженими індивідуалізованими рисами .
Цікаво, що на фресці у Володимирському соборі хлопчик в лівому нижньому кутку зображений в плавках, в той час як на ескізі, що зберігається в Третьяковській галереї, він повністю голий. Фреска повністю відтворюється в церкві Св. Трійці у сербському селі Горні Адровац, побудованої на місці загибелі російського добровольця полковника Раєвського. Там у хлопчика плавок немає (як видно, художник малював за ескізами).

## Галерея

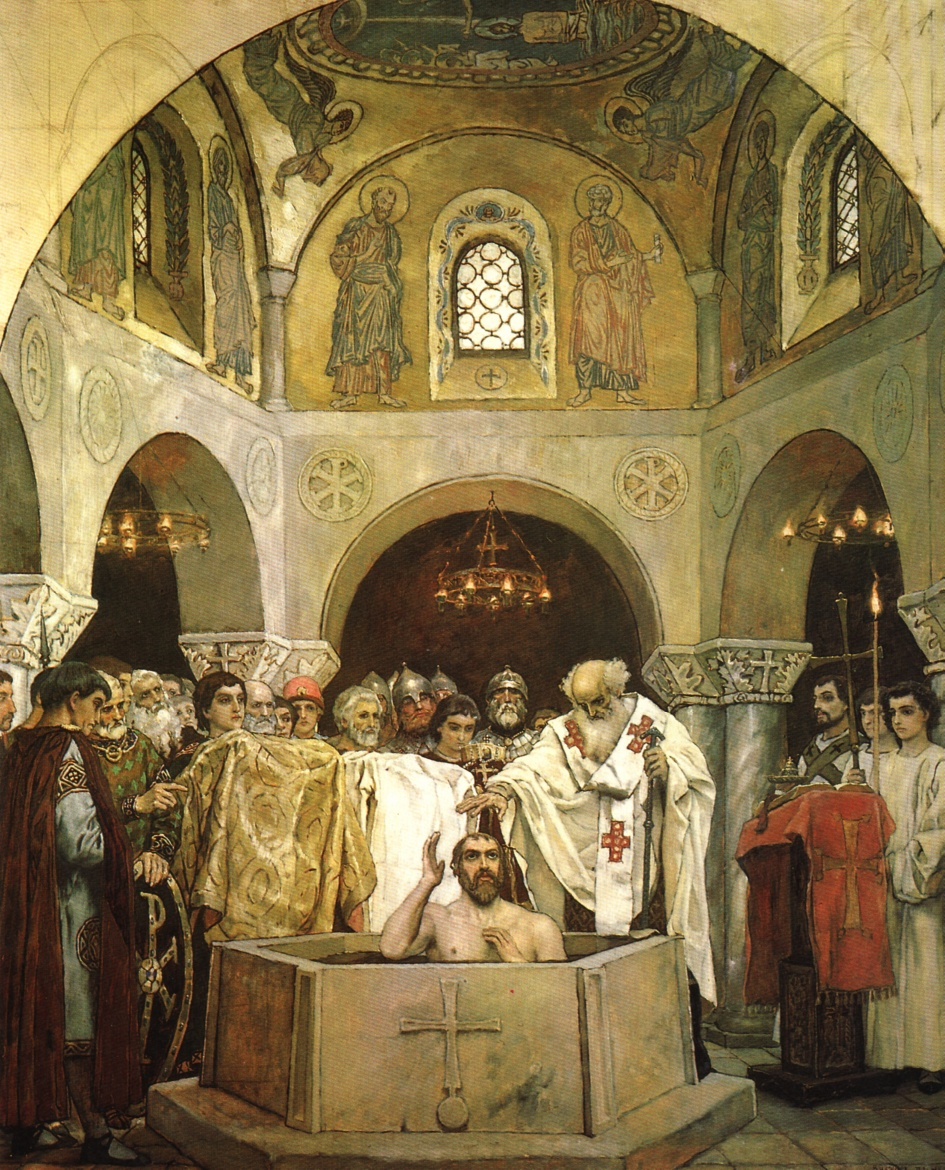
Хрещення святого князя Володимира. ескіз
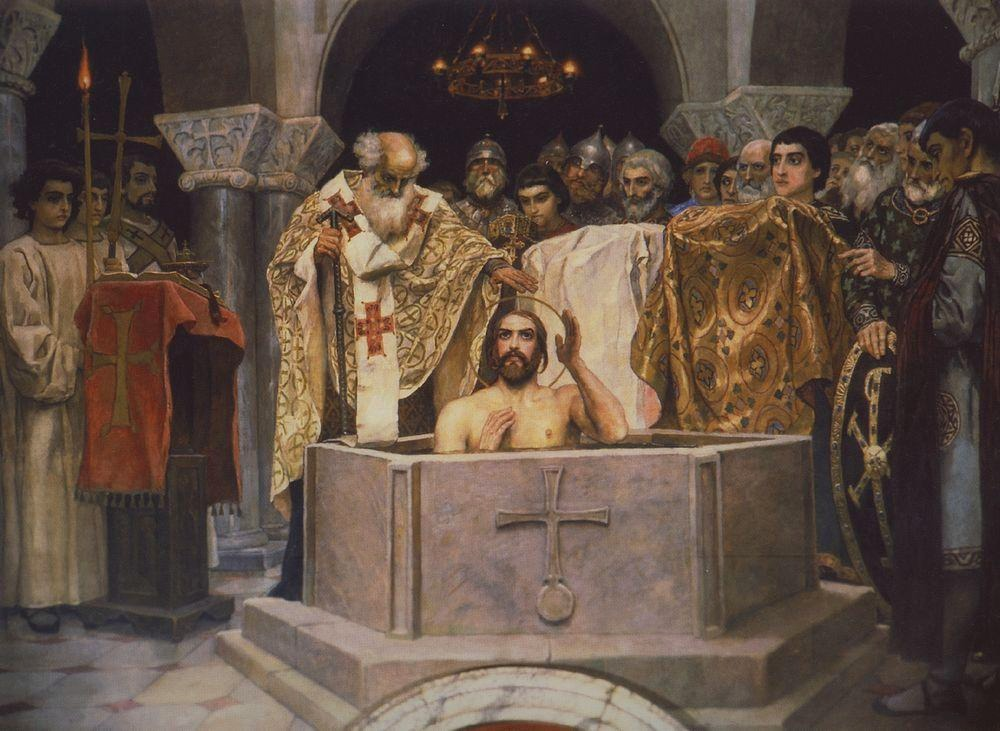
Хрещення святого князя Володимира. фрагмент фрески
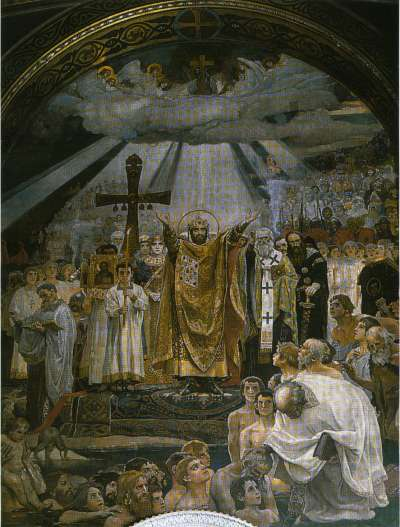
Хрещення Русі. фреска